# Finlands president
Finlands president, officiellt Republiken Finlands president, är Finlands statschef och högsta offentliga ämbete. Presidenten väljs till sin post via direkta val i två omgångar och kan omväljas en gång; presidentval genomförs vart sjätte år.
Inför tillträde till ämbetet lämnar den blivande presidenten ifrån sig sin partibok; presidenten skall inte representera ett parti. Inför omval nomineras dock den sittande presidenten i regel av det parti denne tillhört.
11 februari 2024 vann Alexander Stubb presidentvalet 2024. Hans ämbetsperiod började den 1 mars 2024.

## Presidentens roll enligt nuvarande finsk grundlag

Flaggan för republikens president är en tretungad finsk flagga med riksvapnet i kvadratisk form i korsmitten och Frihetskorset i övre inre fältet. När Gustaf Mannerheim var president 1944–1946 var frihetskorset utbytt mot två korslagda marskalksstavar.

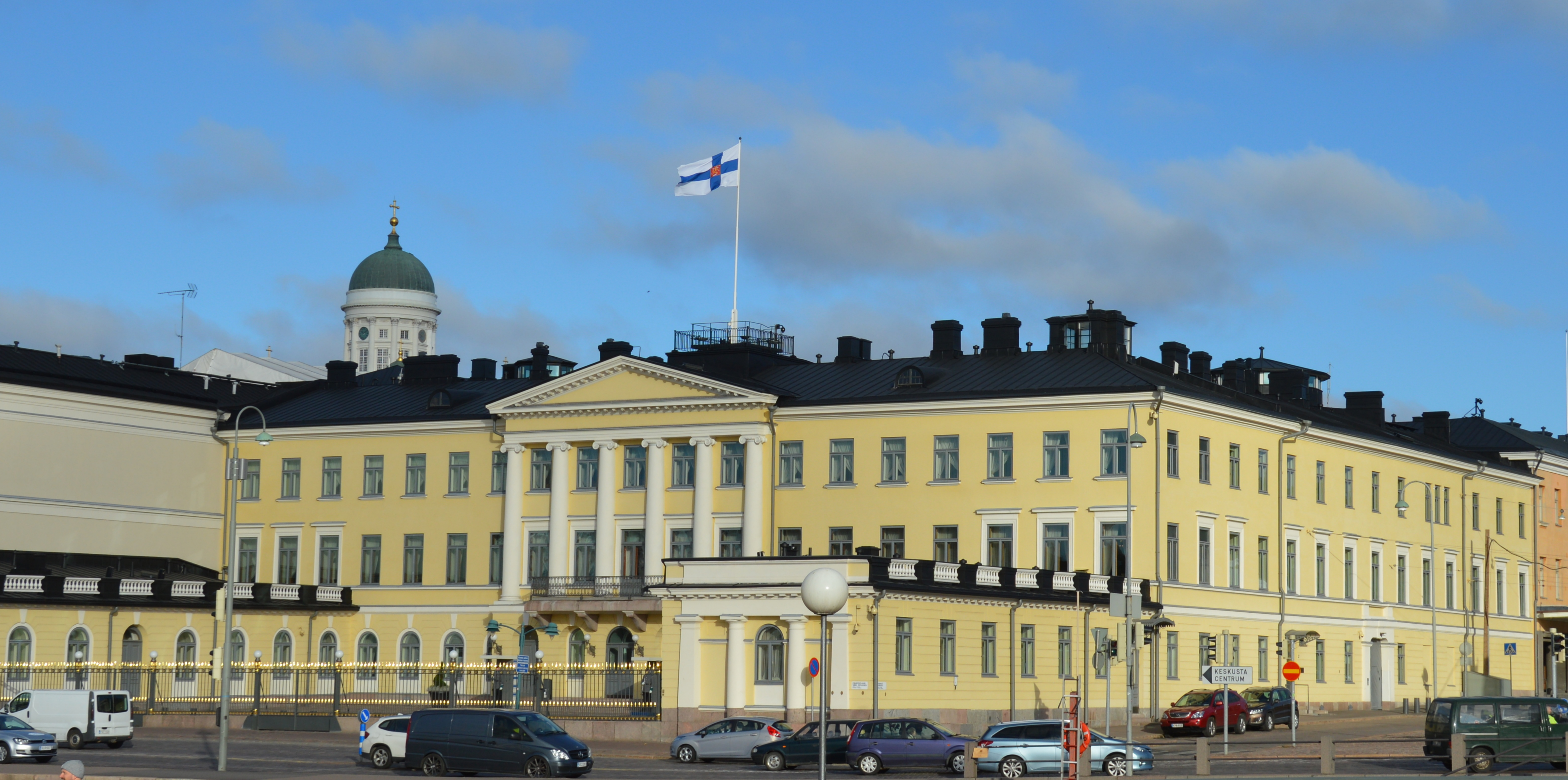
Presidentens slott i Helsingfors i stadsdelen Kronohagen.

### Presidentens roll
Den roll och de uppgifter som republikens president skall ha fastslås i Finlands grundlag, som infördes år 2000. Nuvarande regler skiljer sig från vad som gällde under den tidigare regeringsformen. För närmare information om tidigare förhållanden, se avsnittet Historisk utveckling nedan.
Enligt 3:e paragrafen 2:a stycket i grundlagen skall regeringsmakten utövas av republikens president tillsammans med statsrådet (regeringen). Här fastslås också att statsrådets medlemmar (ministrarna) skall ha riksdagens förtroende (parlamentarism), något som däremot inte gäller presidenten.
Presidenten utses för en ämbetsperiod om sex år och kan bli omvald en gång. Presidenten tillträder ämbetet första dagen i den månad som följer efter presidentvalet; samtidigt upphör föregående presidents ämbetsperiod. Närmare bestämmelser om valet beskrivs i presidentval i Finland.

### Ställföreträdare för presidenten
Finland har ingen särskilt utsedd vicepresident. Är presidenten tillfälligt förhindrad att utföra sina uppgifter fungerar statsministern som ställföreträdare tills presidenten kan återuppta sina plikter. Likaså fungerar statsministern som ställföreträdare tills en ny president har blivit vald, om presidenten avgår i förtid eller avlider. När en president har avgått, har man därför ordnat val av en ny president så snart som möjligt därefter.

## Historisk utveckling

### Presidentens makt
När Finland blev republik 1919, antogs en regeringsform enligt vilken presidenten skulle ha stor makt. Tanken var att man skulle ha en maktdelning mellan den verkställande makten (presidenten och statsrådet) och den lagstiftande makten (riksdagen). Systemet byggde även på traditionen från det tidigare statsskicket, där kejsaren/storfursten hade haft en stor makt; den svenska gustavianska regeringsformen från år 1772, med nästan oinskränkt makt för monarken, var formellt giltig i Finland fram till 1919. Konstitutioner med system liknande 1919 års regeringsform kan ses i andra länder som övergick från monarki till republik vid samma tid, till exempel Tyskland.
Presidenten hade enligt 1919 års regeringsform bland annat den formella makten att efter eget skön utse statsminister, och möjlighet att påverka partisammansättningen i statsrådet, dock så att regeringen måste godkännas av riksdagen. Praxis var att presidenten utgick från rådande styrkeförhållanden mellan partierna i riksdagen, men särskilt Kekkonen och även Mauno Koivisto tog några gånger beslut som inte omedelbart speglade de senaste valresultaten till riksdagen. Presidenten var också den som skulle ha det yttersta ansvaret för den finska utrikespolitiken.
Efter Urho Kekkonens sista mandatperiod ansåg man allmänt att han haft för mycket makt, och makten minskades genom ett antal reformer. Man begränsade också mandatperioderna till två. När man under reformarbetet inför den nya grundlagen införde det nuvarande systemet med direktvald president, som första gången användes i presidentvalet 1994, uttrycktes farhågan att en president som var direktvald av folket, genom sitt direkta folkliga mandat skulle kunna ha ännu större möjlighet att utnyttja sin makt. Därför inskränktes befogenheten för presidenten ytterligare i den nya grundlagen.

### Presidenter sedan 1919
För ämbetsår, se lista över Finlands statsöverhuvuden.

## Tjänstebostäder för rikets president
Den finländska presidenten har några tjänstebostäder till sitt förfogande. 
- Presidentens slott – regeringspalats
- Talludden – ämbetsbostad
- Gullranda – sommarresidens